# Ernst Moltke (godsejer)
 Der er flere personer med dette navn, se Ernst Moltke (embedsmand).
Adam Georg Ernst Heinrich greve Moltke (2. januar 1822 i London – 26. marts 1896 på Nørager) var en dansk godsejer og diplomat.

## Karriere
Han var søn af greve, gehejmeråd Carl Emil Moltke, var 1848 dansk attaché i Stockholm, 1848-50 attaché i Paris og 1850-55 legationssekretær i Sankt Petersborg. Han blev 1856 kammerherre og arvede 1858 Nørager, Ågård (solgt 1865), Helsingegård og Søgård. Smidstrupgård ejede han 1856-58 og købte 1876 Conradineslyst.
Ernst Moltke blev dekoreret med Sankt Annas Orden af 2. klasse (1852), blev Ridder af Dannebrogordenen 6. oktober 1853, Dannebrogsmand 8. april 1882, Kommandør af 2. grad 8. april 1888 og af 1. grad 27. april 1893.
Moltke oprettede 8. maj 1874 Besidderen af Nørager Ernst Greve af Moltke og Hustrus Pengefideikommis, indrettede 1866 et gravsted med åbent kapel for slægten på Reerslev Kirkegård, var o. 1885 formand for bestyrelsen for Den danske Diakonissestiftelse.
Ernst Moltke er formentlig portrætteret af J.V. Gertner, for i 1863 fik Gertner skøde på en grund udstykket fra Smidstrupgård – muligvis som betaling for et portræt.

## Familie
Moltke blev gift 24. januar 1856 i Boeslunde Kirke med sin slægtning Bertha Marie Louise komtesse Moltke (af Espe) (27. oktober 1832 på Grønholt – 26. maj 1908 på Villa Bertha ved Kvistgård), datter af Adam Gottlob greve Moltke og Rosalia Hennings. Børn:
1. Otto Joachim Adam greve Moltke til Nørager (1860-1937)
2. Viggo Vilhelm greve Moltke (1862-1943)
3. Rose Thekla Julie komtesse Moltke (14. november 1864 på Nørager – 11. september 1954 på Frederiksberg), indskrevet i Vallø Stift, gift 1910 med Ove greve Danneskiold-Samsøe (1867-1947)
4. Aage greve Moltke (1868-1942)